# Selina Egloff
Selina Egloff (13 settembre 2001) è una sciatrice alpina svizzera.

## Biografia
Attiva in gare FIS dal novembre del 2017, la Egloff ha esordito in Coppa Europa il 25 gennaio 2018 a Melchsee-Frutt in slalom speciale (38ª) e in Coppa del Mondo il 23 novembre 2019 a Levi nella medesima specialità, senza completare la prova. Il 2 dicembre 2019 ha conquistato a Funäsdalen in slalom speciale il suo primo podio in Coppa Europa (2ª); non ha preso parte a rassegne olimpiche o iridate.

## Palmarès

### Coppa Europa
- Miglior piazzamento in classifica generale: 8ª nel 2025
- 5 podi:
  - 3 secondi posti
  - 2 terzi posti

### Campionati svizzeri
- 4 medaglie:
  - 1 oro (slalom speciale nel 2025)
  - 3 bronzi (slalom gigante nel 2018; slalom gigante nel 2019; slalom gigante nel 2024)